# Cal Vigilant
Cal Vigilant és una masia situada al municipi d'Arbúcies, a la comarca catalana de la Selva, situada en un bosc d'alzina surera i pi.